# São Paulo (Schiff, 1963)
Die São Paulo (Kennung: A-12) war während ihrer aktiven Dienstzeit der einzige Flugzeugträger (portugiesisch Navio-Aeródromo, NAe) der brasilianischen Marine und Südamerikas. Er war nach der brasilianischen Metropole São Paulo benannt. Der Träger der Clemenceau-Klasse wurde im September 2000 der französischen Marine abgekauft, für die er von 1963 an unter dem Namen Foch (Kennung: R99) im Einsatz gestanden hatte. Das mit Giftmüll belastete Kriegsschiff wurde am 3. Februar 2023 kontrolliert versenkt.

## Geschichte

### Dienstzeit bei der französischen Marine
Der Träger wurde am 15. November 1957 von Chantiers de l’Atlantique in Saint-Nazaire auf Kiel gelegt und lief am 23. Juli 1960 vom Stapel. Die Foch war das zweite nach Marschall Ferdinand Foch benannte Schiff der französischen Marine und wurde am 15. Juli 1963 in Dienst gestellt.
Wie das Schwesterschiff Clemenceau war die Foch in den 1960er Jahren zur Luftraumsicherung der ersten französischen Atomwaffenversuche in Französisch-Polynesien (Mururoa-Atoll) eingesetzt. Bei den oberirdischen Tests waren das Schiff und die Besatzung erheblicher radioaktiver Strahlung ausgesetzt.
Von 1993 bis 1999 war der Flugzeugträger mit Flügen über dem ehemaligen Jugoslawien bei den Operationen Balbuzard, Salamandre und Trident im Einsatz. Er sorgte dort für die Sicherheit der am Boden eingesetzten französischen Einheiten und stützte Luftangriffe unter dem Kommando der NATO.

### Verkauf an Brasilien
Nach 37 Jahren wurde der Flugzeugträger im Jahr 2000 – ohne Flugzeuge – für 12 Mio. US-Dollar an Brasilien verkauft. Im November desselben Jahres übernahm Brasilien den Flugzeugträger. Nach einem Umbau folgte 2001 die offizielle Indienststellung.
Ursprünglich plante Brasilien, die São Paulo als Ergänzung zu dem 1956 in Dienst gestellten Flugzeugträger Minas Gerais einzusetzen, doch aufgrund notwendiger Sparmaßnahmen entschied man sich dazu, nur einen Flugzeugträger zu betreiben. Mit der Indienststellung der São Paulo 2001 wurde daher die ältere Minas Gerais ausgemustert.
Von Mai 2005 bis Anfang 2010 wurde die São Paulo in Rio de Janeiro überholt. Dabei wurden unter anderem der Antrieb erneuert und die Katapulttechnik generalüberholt. Während des Dienstes in der brasilianischen Marine hatte das Schiff wiederholt Wartungsprobleme und war nie länger als drei Monate hintereinander ohne Wartung oder Reparaturen im Einsatz.
Die São Paulo unterstützte Kampfflugzeuge des Typs AF-1 (modifizierte A-4M), Grumman C-1 Transport/Tankflugzeuge, zu AWACS-Flugzeugen umgebaute Grumman S-2, die auch in der U-Jagd-Version eingesetzt wurden, sowie Sikorsky-UH-60-Hubschrauber. Sie war das Flaggschiff der brasilianischen Marine.
Nach der Außerdienststellung der indischen Viraat 2016 war die São Paulo bis zu ihrer Außerdienststellung der älteste aktive Flugzeugträger der Welt. Im Februar 2017 gab die brasilianische Marine bekannt, dass die São Paulo außer Dienst gestellt werden sollte, weil eine erneute Modernisierung zu teuer wäre. Die Außerdienststellung der São Paulo erfolgte am 22. November 2018. Sie wurde durch die von Großbritannien gekaufte Ocean ersetzt.

### Geplante Verschrottung und Versenkung
Nach der Vereinbarung mit Frankreich musste das Schiff an einem von der Europäischen Union genehmigten Ort verschrottet werden. Im März 2021 wurde der Träger für 10,55 Mio. Reais (BRL) (= 1,62 Mio. €) zum Ausschlachten und Verschrotten von der türkischen Werft Sök Denizcilik ersteigert. Zuvor hatte sich das Instituto São Paulo/Foch, eine von Enthusiasten und ehemaligen französisch-brasilianischen Soldaten gegründete private Vereinigung, bemüht, das Schiff vor der Verschrottung zu retten und als Museumsschiff zu verwenden.
Das türkische Schiffsrecycling-Unternehmen Sök Denizcilik erwarb den Träger für 10,5 Millionen Dollar zur Verwertung in den Abwrackwerften von Aliağa. Am 4. August 2022 verließ der Flugzeugträger im Schlepp des niederländischen Schleppers Alp Centre Rio de Janeiro Richtung Türkei.
Aufgrund von an Bord befindlichem Asbest regte sich in der Türkei Widerstand gegen die bevorstehende Verschrottung. Vorgetragen wurde, an Bord befänden sich 600 Tonnen Asbest, während sich laut Umweltminister Murat Kurum nur noch 9 Tonnen Asbest an Bord befanden. Am 26. August 2022 gab das türkische Umweltministerium bekannt, dass es die am 30. Mai desselben Jahres erteilte Einfuhrgenehmigung für das Schiff widerrufen habe, da eine vollständige Inventarliste der an Bord befindlichen Gefahrgüter von brasilianischer Seite bislang nicht vorgelegt worden sei. Zu diesem Zeitpunkt befand sich die São Paulo im Schlepp vor der marokkanischen Atlantikküste.
Das Schiff wurde daraufhin über den Atlantik zurückgeschleppt und lag einige Monate vor dem nordbrasilianischen Hafen Suape, erhielt jedoch keine Genehmigung, einen brasilianischen Hafen anzulaufen, woraufhin die Werft damit drohte, das Schiff aufzugeben und führerlos zurückzulassen. Am 19. Januar 2023 begann der von der türkischen Werft beauftragte niederländische Schlepper ALP Guard, sich von der brasilianischen Küste zu entfernen. Eine Gerichtsentscheidung verbot es ihm jedoch, ohne vorherige Genehmigung der brasilianischen Behörden in internationale Gewässer zu fahren. Die brasilianische Umweltbehörde IBAMA, die für die Einhaltung des Basler Übereinkommens zur grenzüberschreitenden Giftmüllentsorgung zuständig ist, forderte die Marine auf, einzuschreiten. Diese nahm daraufhin den Flugzeugträger selbst in Schlepp.
In der brasilianischen Regierung war die geplante Versenkung umstritten. Umweltministerin Marina Silva war dagegen; Präsident Luiz Inácio Lula da Silva hingegen genehmigte die Versenkung.
Bis zum 20. Januar wurde die São Paulo in internationale Gewässer geschleppt. Der Träger war in einem sehr schlechten Allgemeinzustand und bereits bis zur Hälfte mit Wasser geflutet, weswegen er die brasilianischen Hoheitsgewässer nicht mehr befahren durfte. Die einzige noch verbliebene Möglichkeit der Entsorgung war die Versenkung des Schiffes, welche trotz der Umweltbedenken durch die Belastung mit Asbest, Farben und anderen Giftstoffen am 3. Februar 2023 durchgeführt wurde. Im Falle eines weiter andauernden Schlepps bestand das Risiko einer unkontrollierten Havarie des Schiffes. Die Untergangsstelle liegt circa 350 Kilometer vor der brasilianischen Küste und ist etwa 5000 Meter tief.